# Lunca Cernii de Jos
Lunca Cernii de Jos est une commune de Roumanie qui se situe au sud-ouest de la ville de Hunedoara.

## Démographie
La commune avait en 1910 1 132 habitants (roumains) et 803 en 1956.

## Histoire
La première mention écrite de la commune remonte à 1360 : elle fait alors partie de la principauté de Transylvanie et plus précisément du pays des Motses régi par le jus valachicum, orthodoxe et roumanophone (oláhszég, vlaška, vlašina). Du fait de sa tradition d'indépendance, le pays des Motses subit les répressions de la révolte de Bobâlna de 1437, de la révolution transylvaine de 1784, de la résistance anti-fasciste dans les années 1940-1944 et anti-stalinienne dans les années 1949-1953 de sorte qu'on dit des Motses qu'« ils sont plus souvent dans la montagne qu'au village » : en 2013 encore ils se mobilisent en masse contre l'extension de l'exploitation minière de Roșia Montană, génératrice de pollutions au cyanure et au mercure, alors que leur région est très touristique.

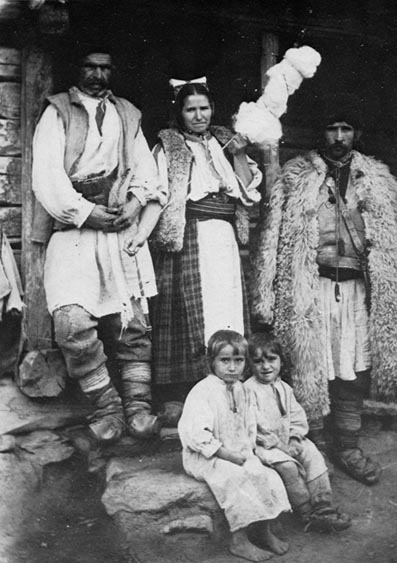
Famille du village de Meria, l'un des villages de la commune de Lunca Cernii de Jos, à l'époque austro-hongroise, 1911.

Lunca Cernii de Jos devient possession Habsbourgeoise en 1699. Elle fait alors partie du comté transylvain de Hunedoara qui disparaît en 1711 lors de l'établissement des nouveaux Bezirke par l'empereur Charles III d'Autriche, puis est rétabli par le compromis austro-hongrois de 1867 qui supprime la principauté de Transylvanie et la rattache directement à la couronne hongroise. En décembre 1918, le comitat hongrois devient un județ du roumain, ce qui est officialisé par le traité de Trianon en 1920. Comme toute la Roumanie, à laquelle elle est rattachée depuis le 1er décembre 1918, Lunca Cernii de Jos a subi les régimes dictatoriaux carliste, fasciste et communiste de février 1938 à décembre 1989, mais connaît à nouveau la démocratie depuis 1990.